# Tom Wilkes
Tom Wilkes (* 30. Juli 1939 in Long Beach; † 28. Juni 2009 in Pioneertown nahe Los Angeles) war ein US-amerikanischer Designer und Fotograf.

## Leben und Wirken
Tom Wilkes studierte in den 1950er und 1960er Jahren am Long Beach City College der University of California, Los Angeles, und dem Art Center College of Design in Pasadena. Er hat seine erste bedeutende Leistung als Art Director des Monterey Pop Festivals 1967 erbracht und bekleidete dieselbe Position auch 1971 beim Konzert für Bangladesch. Seine Bedeutung für die Musikgeschichte hatte er jedoch in erster Linie als Designer diverser Plattencover, darunter für Alben, die Musikgeschichte schrieben. So zeigte er sich für die Cover des Roten und Blauen Albums der Beatles ebenso verantwortlich wie für Neil Youngs Harvest. Hinzu kamen auch Coverarbeiten für die Rolling Stones, Janis Joplin und Eric Clapton, aber auch die Veröffentlichung des Concert for Bangladesh.
Er war dabei unter anderem Photograph, Art Director, Graphic- und Logo-Designer, Illustrator und Konzeptionator. Wilkes war nicht auf eine Stilrichtung festgelegt; neben Covern im Bereich der Rock- und Popmusik schuf er auch viele Artworks im Bereich des Countrys und der klassischen Musik, aber auch für Comedians wie George Carlin und Cheech & Chong. Mit seinen Einfällen prägte er die Gestaltungsweise der Albencover nachhaltig. Für das Cover-Design zur LP Tommy performed by the London Symphony Orchestra and Chamber Choir with Guest Soloists wurde Wilkes 1974 mit einem Grammy ausgezeichnet.
Er starb an einem Herzinfarkt und hatte bereits zuvor an einer progressiven neuromuskulären Erkrankung gelitten. Er hinterließ eine Tochter.

## Mitwirkung an Albencovern
- 1967: Flowers: The Rolling Stones (Original Graphics)
- 1967: Present Tense: Sagittarius (Cover Design)
- 1967: Safe as Milk: Captain Beefheart and the Magic Band (Grafikdesign)
- 1968: Beggars Banquet: The Rolling Stones (Design, Konzept für das Originaldesign)
- 1968: Carnival of Life: Lee Michaels (Künstlerischer Leiter)
- 1968: Christmas Album: Herb Alpert & the Tijuana Brass (Künstlerischer Leiter)
- 1968: Colours: Claudine Longet (Künstlerischer Leiter)
- 1968: Family That Plays Together: Spirit (Künstlerischer Leiter)
- 1968: Fantastic Expedition of Dillard & Clark: Dillard and Clark (Künstlerischer Leiter)
- 1968: Fool on the Hill: Sérgio Mendes & Brasil '66 (Künstlerischer Leiter)
- 1968: I Wonder What She's Doing Tonite?: Tommy Boyce und Bobby Hart (Künstlerischer Leiter)
- 1968: Love Is Blue: Claudine Longet (Künstlerischer Leiter)
- 1968: Roger Nichols & the Small Circle of Friends: Roger Nichols and the Small Circle of Frie (Künstlerischer Leiter)
- 1968: Song Cycle: Van Dyke Parks (Illustrationen)
- 1968: Spirit: Spirit (Künstlerischer Leiter)
- 1968: Tape from California: Phil Ochs (Künstlerischer Leiter)
- 1968: Tarantula: Tarantula (Design, Photographie)
- 1969: Accept No Substitute: The Original Delaney & Bonnie (Grafikdesign)
- 1969: Any Way That You Want Me: Evie Sands (Künstlerischer Leiter, Photographie, Cover Photo)
- 1969: Clear: Spirit (Design)
- 1969: Crystal Illusions: Sergio Mendes & Brasil '66 (Künstlerischer Leiter)
- 1969: Dylan's Gospel: The Brothers and Sisters of L.A. (Photographie)
- 1969: Gilded Palace of Sin: Flying Burrito Brothers (Künstlerischer Leiter)
- 1969: Happy Heart: Nick DeCaro & Orchestra (Künstlerischer Leiter)
- 1969: It's Never Too Late: The Montgomery Brothers (Design, Photographie)
- 1969: Love Is All We Have to Give: The Checkmates Ltd. (Grafikdesign, Photographie)
- 1969: Make It Easy on Yourself: Burt Bacharach (Künstlerischer Leiter)
- 1969: Rehearsals for Retirement: Phil Ochs (Künstlerischer Leiter, Photographie)
- 1969: Robin Wilson: Robin Wilson (Künstlerischer Leiter)
- 1969: Rock Salt and Nails: Steve Young (Künstlerischer Leiter)
- 1969: Through the Morning, Through the Night: Dillard and Clark (Künstlerischer Leiter)
- 1969: Ticket to Ride: Carpenters (Künstlerischer Leiter)
- 1969: Venus in Cancer: Robbie Basho (Design, Photographie)
- 1969: Ye-Me-Le: Sergio Mendes & Brasil '66 (Künstlerischer Leiter)
- 1969: Signs of the Zodiac: Mort Garson (Künstlerischer Leiter)
- 1970: A Bad Donato: Donato (Design, Photographie)
- 1970: Alone Together: Dave Mason (Design, Photographie)
- 1970: Buddy and the Juniors: Buddy Guy und Junior Wells & Junior Mance (Design, Photographie)
- 1970: Burrito Deluxe: The Flying Burrito Brothers (Künstlerischer Leiter)
- 1970: Close to You: The Carpenters (Künstlerischer Leiter)
- 1970: Contribution: Shawn Phillips (Künstlerischer Leiter)
- 1970: Eric Clapton: Eric Clapton (Design, Photographie)
- 1970: Greatest Hits: Phil Ochs (Künstlerischer Leiter, Photographie, Back Cover)
- 1970: Leon Russell: Leon Russell (Design)
- 1970: Mad Dogs & Englishmen: Joe Cocker (Design)
- 1970: On Tour with Eric Clapton: Delaney & Bonnie & Friends (Design, Photographie)
- 1970: To Bonnie from Delaney: Delaney & Bonnie (Design, Photographie)
- 1970: Wonderful World Beautiful People: Jimmy Cliff (Künstlerischer Leiter)
- 1971: Cello Quartet: Roger Kellaway Cello Quartet (Design, Photographie)
- 1971: Concert for Bangladesh: George Harrison (Design, Photographie)
- 1971: John Prine: John Prine (Design, Photographie)
- 1971: Live at Fillmore West: King Curtis (Design)
- 1971: Minnows: Marc Benno (Design, Photographie)
- 1971: Motel Shot: Delaney and Bonnie (Photographie, Jacket Design)
- 1971: Off the Shelf: Batdorf & Rodney (Design, Photographie)
- 1971: Pearl: Janis Joplin (Design, Photographie)
- 1971: Someday Man: Paul Williams (Design, Photographie)
- 1971: Stoney End: Barbra Streisand (Design, Photographie)
- 1971: Thirds: The James Gang (Cover Design)
- 1971: Watcha' Gonna Do?: Denny Doherty (Design, Photographie)
- 1972: Dinnertime: Alex Taylor (Design, Photographie)
- 1972: Dr. John's Gumbo: Dr. John (Design, Photographie)
- 1972: FM & AM: George Carlin (Künstlerischer Leiter)
- 1972: Harvest: Neil Young (Design)
- 1972: Jo Jo Gunne: Jo Jo Gunne (Design, Cover Photo)
- 1972: Steamin’: Rastus (Cover Photo)
- 1972: Big Bambu: Cheech und Chong (Jacket/Poster Design)
- 1972: Ululu: Jesse Ed Davis (Design, Photographie)[2]
- 1973: Tommy: As Performed by the London Symphony Orchestra (Design, Photographie)
- 1973: Witness: Spooky Tooth (Design, Photographie)
- 1974: Stop All That Jazz: Leon Russell (Design)
- 1975: Mysteries: Keith Jarrett (Künstlerischer Leiter)
- 1975: Those Southern Knights: The Crusaders (Künstlerischer Leiter)
- 1976: Groove-A-Thon: Isaac Hayes (Künstlerischer Leiter)
- 1976: I Hope We Get to Love in Time: Marilyn McCoo & Billy Davis, Jr. (Artwork)
- 1976: Illusions: Jimmy Ponder (Künstlerischer Leiter)
- 1976: Long May You Run: The Stills-Young Band (Design)
- 1976: Rose of Cimarron: Poco (Art Direction, Design)
- 1976: Shake Some Action: The Flamin’ Groovies (Künstlerischer Leiter)
- 1976: Texas Rock for Country Rollers: Sir Doug & the Texas Tornados (Künstlerischer Leiter, Photographie)
- 1976: Together Again... Live: Bobby Bland & B. B. King (Künstlerischer Leiter)
- 1977: Sail Boat: Jonathan Edwards (Grafikdesign, Photographie)
- 1978: You Can Tune a Piano But You Can't Tuna Fish: REO Speedwagon (Künstlerischer Leiter, Design, Photographie, Cover Design)
- 1979: Blue Kentucky Girl: Emmylou Harris (Design, Photographie)
- 1981: Strait Country: George Strait (Photographie)
- 1989: Roadrunner: Smith Sisters (Design, Photographie)
- 1989: Starr Struck: Best of Ringo Starr, Vol. 2: Ringo Starr (Künstlerischer Leiter)
- 1994: Hugh Masekela & Union of South Africa: Hugh Masekela (Design, Photographie)
- 1995: Strait Out of the Box: George Strait (Photographie)
- 1996: Loneliness & Temptation/A Heart Full of Song: Clarence Carter (Photographie)
- 1996: Persimmons: Jim Lauderdale (Artwork, Künstlerischer Leiter, Design, Photographie)
- 1996: Portraits: Emmylou Harris (Photographie)
- 1996: Victim of Life's Circumstances/Genuine Cowhide: Delbert McClinton (Künstlerischer Leiter)
- 1997: Farewells & Fantasies: Phil Ochs (Photographie)
- 1999: Box of Pearls: The Janis Joplin Collection: Janis Joplin (Design, Photographie)
- 1999: Little David Years: 1971–1977: George Carlin (Design, Photographie)
- 2000: Asylum Recordings: Jo Jo Gunne + Bite Down Hard: Jo Jo Gunne (Design, Photographie)
- 2000: Collection: Janis Joplin (Design, Photographie)
- 2000: Lone Star Beer & Bob Wills Music/For All Our Cowboy F: Red Steagall (Künstlerischer Leiter, Photographie)
- 2001: Notice to Appear/A Banquet in Blues: John Mayall (Künstlerischer Leiter)
- 2001: Fantastic Expedition of Dillard & Clark [Fantastic Ex]: Dillard and Clark (Künstlerischer Leiter)
- 2001: Stained Glass Reflections: Anthology, 1960–1970: Scott McKenzie (Design, Photographie)
- 2002: From the Inside/A Good Feelin' to Know: Poco (Design, Photographie)
- 2003: Child of Clay/Windmills of Your Mind: Jimmie Rodgers (Künstlerischer Leiter, Photographie)
- 2004: Blue Kentucky Girl [Bonus Tracks]: Emmylou Harris (Design, Photographie)
- 2004: Jackie... Plus: Jackie DeShannon (Design, Photographie)
- 2004: Pieces of the Sky [Bonus Tracks]: Emmylou Harris (Design, Photographie)
- 2005: Alone Together/Headkeeper: Dave Mason (Design, Photographie)
- 2005: Beat of the Brass [Deluxe Edition]: Herb Alpert & the Tijuana Brass (Künstlerischer Leiter)
- 2005: Chronicles: The Carpenters (Künstlerischer Leiter)
- 2005: Concert for Bangladesh [DVD]: George Harrison and Friends (Photographie, Konzept für das Originaldesign Concept)
- 2005: Don't Fight the Feeling: Aretha Franklin/King Curtis (Design)
- 2005: You Can Sing on the Left or Bark on the Right [Bonus]: Dirk Hamilton (Künstlerischer Leiter)
- 2006: Bust Out at Full Speed: The Sire Years: The Flamin’ Groovies (Künstlerischer Leiter)
- 2006: Flowers [Japan]: The Rolling Stones (Grafikdesign)
- 2006: Home [Bonus Tracks]: Delaney and Bonnie (Cover Design)
- 2006: Live at Fillmore West [Deluxe]: King Curtis (Design)
- 2006: Live at Fillmore West: Aretha Franklin (Design)
- 2006: Misty Roses/The Wonder of You: The Sandpipers (Künstlerischer Leiter)
- 2007: Monterey Pop Festival: Various Artists (Logo)

## Belege
1. ↑  Tom Wilkes, Album Cover Designer, Dies at 69, NYT, 20. Juli 2009, abgerufen am 3. Juni 2015.
2. ↑  Jesse Ed Davis – Ululu, Discogs

| Personendaten    | Personendaten                           |
| ---------------- | --------------------------------------- |
| NAME             | Wilkes, Tom                             |
| KURZBESCHREIBUNG | US-amerikanischer Designer und Fotograf |
| GEBURTSDATUM     | 30. Juli 1939                           |
| GEBURTSORT       | Long Beach                              |
| STERBEDATUM      | 28. Juni 2009                           |
| STERBEORT        | Pioneertown bei Los Angeles             |